# Bulbophyllum streptotriche
Bulbophyllum streptotriche là một loài phong lan thuộc chi Bulbophyllum.